# Liste der Verkehrsflughäfen in Deutschland
Die Liste der Verkehrsflughäfen in Deutschland enthält die 36 Flughäfen in Deutschland, die derzeit von der zuständigen Landesluftfahrtbehörde als Flughafen nach § 38 Luftverkehrs-Zulassungs-Ordnung (LuftVZO) in Verbindung mit § 12 Luftverkehrsgesetz (LuftVG) klassifiziert sind. Dies sind zum einen Verkehrsflughäfen, die der kommerziellen und der allgemeinen Luftfahrt dienen, und zum anderen Sonderflughäfen. Es werden jeweils die Kenndaten IATA-Code, ICAO-Code, die Klassifizierung, die Verkehrszahlen, Daten über die Start- und Landebahnen und die derzeitige Kapazität (Passagiere pro Jahr) genannt.
Die anderen 395 Landeplätze befinden sich in der Liste der Verkehrs- und Sonderlandeplätze in Deutschland.

## Erklärung

Innerdeutscher Luftverkehr nach Anzahl der Flüge

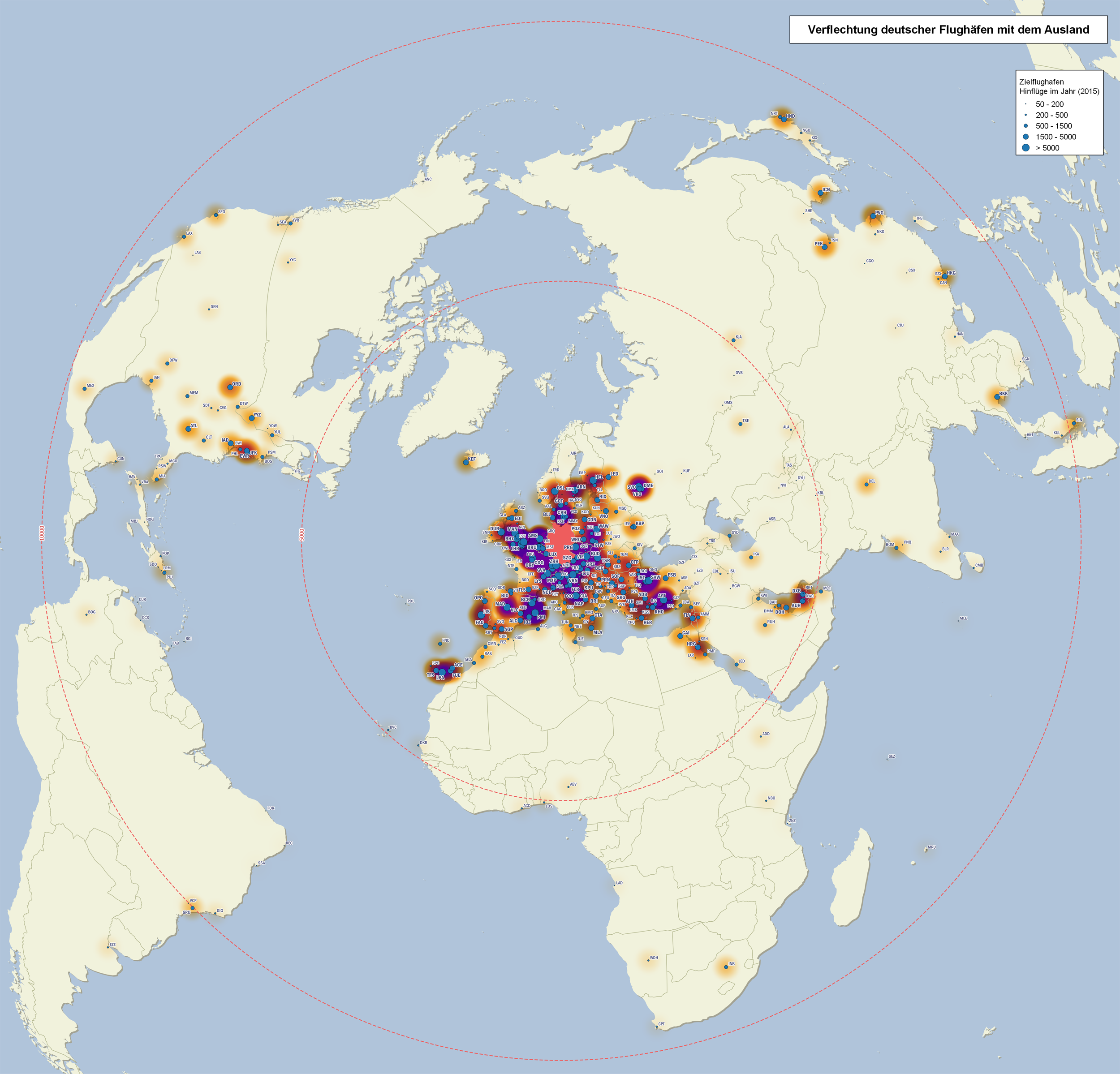
Luftverkehr aus Deutschland ins Ausland nach Anzahl der Flüge

Name des Flughafens
Nennt den Namen des Flughafens sowie eventuelle Zusatzbezeichnungen.
IATA-Code
Der Code besteht aus jeweils drei lateinischen Buchstaben und dient der eindeutigen Kennzeichnung der einzelnen Verkehrsflughäfen. Der IATA-Code wird von der International Air Transport Association (IATA) vergeben. Idealerweise weist der IATA-Code auf den Standort des Flughafens hin (z. B. MAD für Madrid, BER für Berlin), was jedoch oft nicht möglich ist, weil historische Gründe (z. B. mehrere Flughäfen am Ort) oder mögliche Doppelbelegungen dem entgegenstehen.
ICAO-Code
Der ICAO-Code wird von der International Civil Aviation Organization vergeben und besteht aus vier lateinischen Buchstaben. Die ersten beiden Buchstaben bzw. das Anfangskürzel ED steht für zivile Flugplätze und das Anfangskürzel ET steht für Militärische Flugplätze, wobei ET früher das ehemalige Anfangskürzel der Deutschen Demokratischen Republik gewesen ist.
Klassifizierung
Unterscheidung in regionale und internationale Flughäfen je nach erteilter Genehmigung. Diese Einteilung wird aus dem deutschen Luftrecht abgeleitet. Die Arbeitsgemeinschaft Deutscher Verkehrsflughäfen führt abweichend davon und ohne behördliche Unterstützung in ihrer Statistik folgende Flughäfen ebenfalls als Internationale Verkehrsflughäfen: Dortmund, Frankfurt-Hahn, Friedrichshafen, Karlsruhe/Baden-Baden, Lübeck, Paderborn/Lippstadt und Weeze.
BundeslandAbkürzung des Bundeslandes, in dem der Flughafen liegt:
| BB BE BW BY | Brandenburg Berlin Baden-Württemberg Bayern | HB HH HE MV | Bremen Hamburg Hessen Mecklenburg-Vorpommern | NI NW RP SH | Niedersachsen Nordrhein-Westfalen Rheinland-Pfalz Schleswig-Holstein | SL SN ST TH | Saarland Sachsen Sachsen-Anhalt Thüringen |

Eröffnung
Nennt das Jahr, in dem der Flughafen am aktuellen Standort eröffnet wurde.
Passagiere
Gibt die gesamte Passagierzahl des Flughafens für ein Jahr an. Darin enthalten sind Linienverkehr, Pauschalreiseverkehr, kommerzieller Verkehr, gewerblicher Verkehr und sonstiger Verkehr. Hinzu kommt der nichtgewerbliche Verkehr, wie Werksverkehr und nichtkommerzieller Verkehr.
Flugbewegungen
Gibt die gesamten Flugbewegungen des Flughafens für ein Jahr an. Darin enthalten sind Linienverkehr, Pauschalreiseverkehr, kommerzieller Verkehr, gewerblicher Verkehr und sonstiger Verkehr. Hinzu kommt der nichtgewerbliche Verkehr, wie Werksverkehr und nichtkommerzieller Verkehr.
Fracht
Gibt die insgesamt auf dem Flughafen umgeschlagene Fracht inklusive Luftpost in Tonnen für ein Jahr an.
Bahnlänge in m
Gibt die Länge und Breite der von der Genehmigungsbehörde genehmigten Start- und Landebahn in Metern an. Die physischen Bahndaten können zusätzlich noch Freiflächen und Stoppbahnen umfassen und deshalb davon abweichen.
Ausrichtung
Gibt die missweisende Richtung der Start- und Landebahn des Flugplatzes, durch 10 dividiert und auf die nächste Gerade gerundet, an. Sie wird mit zwei Zahlen gekennzeichnet, je eine für die beiden Richtungen. Ist die Bahn beispielsweise nach Osten (90 Grad) ausgerichtet, so weist sie die Zahl 09 auf, die Gegenrichtung (270 Grad) 27. Die Kennzeichnung lautet 09/27. Beide Zahlen unterscheiden sich immer um 180 Grad (18). Verfügt der Flugplatz über zwei parallel verlaufende Start- und Landebahnen, erhält die rechts gelegene Bahn den Buchstaben R und die linke ein L. Die Gegenrichtungen entsprechend umgekehrt, beispielsweise 09L/27R und 09R/27L. Bei drei Parallelbahnen wird zusätzlich die mittlere mit C (für Center) bezeichnet, z. B. 09C/27C.
Art
Gibt die Art des Belages der Start- und Landebahn an. Dieser kann aus Asphalt (gekennzeichnet mit A), Beton (B) oder Gras (G) bestehen.
Kapazität
Gibt die derzeitige Kapazität des Flughafens in Passagieren (PAX) pro Jahr an.

## Verkehrsflughäfen
Hinweis: Die Liste ist sortierbar: durch Anklicken der Pfeile eines Spaltenkopfes wird die Liste nach dieser Spalte sortiert, zweimaliges Anklicken kehrt die Sortierung um.
n. v. steht für nicht verfügbar.
| Name des Flughafens     | IATA-Code | ICAO-Code | Klassifizierung | Bundesland | Eröffnung | Passagiere      | Flugbewegungen | Fracht in t    | Bahnlänge in m                  | Ausrichtung                | Art            | Kapazität (1000) |
| ----------------------- | --------- | --------- | --------------- | ---------- | --------- | --------------- | -------------- | -------------- | ------------------------------- | -------------------------- | -------------- | ---------------- |
| Barth                   | BBH       | EDBH      | Regio           | MV         | 1936      | 4888 (2021)     | 7859 (2021)    | 0 (2021)       | 1685×30                         | 09/27                      | A              | n. v.            |
| Berlin Brandenburg      | BER       | EDDB      | Inter           | BB         | 2020      | 25458056 (2024) | 191719 (2024)  | 45729 (2024)   | 3600×45 4000×60                 | 06L/24R 06R/24L            | A B            | 34.000           |
| Braunschweig- Wolfsburg | BWE       | EDVE      | Regio           | NI         | 1934      | 63776 (2024)    | 26690 (2024)   | 37 (2024)      | 2300×45 0900×30 (gesperrt)      | 08/26 08/26 (gesperrt)     | A G (gesperrt) | n. v.            |
| Bremen                  | BRE       | EDDW      | Inter           | HB         | 1913      | 1885848 (2024)  | 28429 (2024)   | 287 (2024)     | 2040×45 0700×23                 | 09/27 23                   | A A            | n. v.            |
| Cuxhaven/ Nordholz      | FCN       | ETMN      | Regio/ Militär  | NI         | 2002      | 244 (2021)      | 1524 (2021)    | 0 (2021)       | 2439×45                         | 08/26                      | B              | n. v.            |
| Dortmund                | DTM       | EDLW      | Regio           | NW         | 1960      | 3132870 (2024)  | 34859 (2024)   | 0 (2024)       | 2000×45                         | 06/24                      | A              | 3.500            |
| Dresden                 | DRS       | EDDC      | Inter           | SN         | 1935      | 881391 (2024)   | 19533 (2024)   | 48 (2024)      | 2850×60                         | 04/22                      | B              | 3.500            |
| Düsseldorf              | DUS       | EDDL      | Inter           | NW         | 1927      | 20031461 (2024) | 155637 (2024)  | 38919 (2024)   | 3000×45 2700×45                 | 05R/23L 05L/23R            | B B            | 24.000           |
| Erfurt- Weimar          | ERF       | EDDE      | Inter           | TH         | 1935      | 167691 (2024)   | 6143 (2024)    | 28 (2024)      | 2600×50                         | 10/28                      | A              | 800              |
| Frankfurt               | FRA       | EDDF      | Inter           | HE         | 1936      | 61499642 (2024) | 440853 (2024)  | 2050082 (2024) | 4000×45 4000×60 4000×45 2800×45 | 07R/25L 07C/25C 18 07L/25R | A A B          | 70.000           |
| Frankfurt- Hahn         | HHN       | EDFH      | Regio           | RP         | 1993      | 1818003 (2024)  | 17268 (2024)   | 105268 (2024)  | 3800×45                         | 03/21                      | A              | 5.000            |
| Friedrichshafen         | FDH       | EDNY      | Regio           | BW         | 1913      | 227242 (2024)   | 27734 (2024)   | 2 (2024)       | 2356×45                         | 06/24                      | A              | 600              |
| Hamburg                 | HAM       | EDDH      | Inter           | HH         | 1911      | 14828371 (2024) | 126968 (2024)  | 30073 (2024)   | 3666×46 3250×46                 | 15/33 05/23                | A A            | 16.000           |
| Hannover                | HAJ       | EDDV      | Inter           | NI         | 1952      | 5216530 (2024)  | 64684 (2024)   | 28800 (2024)   | 2340×45 3200×45 0780×23         | 09R/27L 09L/27R 09C/27C    | B B A          | 10.000           |
| Heringsdorf             | HDF       | EDAH      | Regio           | MV         | 1925      | 7094 (2021)     | 2691 (2021)    | 0 (2021)       | 2305×35                         | 10/28                      | A              | n. v.            |
| Ingolstadt/ Manching    | IGS       | ETSI      | Regio/ Militär  | BY         | 2001      | 3728 (2021)     | 9980 (2021)    | 0 (2021)       | 2940×60 2439×30                 | 07R/25L 07L/25R            | B B            | n. v.            |
| Karlsruhe/ Baden-Baden  | FKB       | EDSB      | Regio           | BW         | 1995      | 1800355 (2024)  | 41969 (2024)   | 1532 (2024)    | 3000×45                         | 03/21                      | A              | 1.500            |
| Kassel- Calden          | KSF       | EDVK      | Regio           | HE         | 2013      | 82890 (2024)    | 23230 (2024)   | 10 (2024)      | 2500×45                         | 09/27                      | A              | 700              |
| Köln/Bonn               | CGN       | EDDK      | Inter           | NW         | 1938      | 9997183 (2024)  | 117345 (2024)  | 845629 (2024)  | 3815×60 1863×45 2459×45         | 14L/32R 14R/32L 06/24      | A B            | 14.000           |
| Lahr                    | LHA       | EDTL      | Sonder          | BW         | 1996      | 2654 (2021)     | 12259 (2021)   | 0 (2021)       | 3000×45                         | 03/21                      | B              | 300              |
| Leipzig/ Halle          | LEJ       | EDDP      | Inter           | SN         | 1927      | 2195880 (2024)  | 76827 (2024)   | 1386348 (2024) | 3600×45 3600×60                 | 08L/26R 08R/26L            | B B            | 4.500            |
| Lübeck- Blankensee      | LBC       | EDHL      | Regio           | SH         | 1917      | 70926 (2024)    | 20866 (2024)   | 0 (2024)       | 2102×60                         | 07/25                      | A              | n. v.            |
| Magdeburg- Cochstedt    | CSO       | EDBC      | Regio           | ST         | 1957      | 0 (2021)        | 0 (2021)       | 0 (2021)       | 2500×45 0800×40                 | 08/26 08/26                | A G            | n. v.            |
| Memmingen               | FMM       | EDJA      | Regio           | BY         | 1936      | 3245826 (2024)  | 29759 (2024)   | 0 (2024)       | 2630×45                         | 06/24                      | A              | 2.000            |
| München                 | MUC       | EDDM      | Inter           | BY         | 1992      | 41547174 (2024) | 327228 (2024)  | 317239 (2024)  | 4000×60 4000×60                 | 08L/26R 08R/26L            | B B            | 50.000           |
| Münster/ Osnabrück      | FMO       | EDDG      | Inter           | NW         | 1972      | 1283691 (2024)  | 38283 (2024)   | 40 (2024)      | 2170×45                         | 07/25                      | A              | 4.000            |
| Neubrandenburg          | FNB       | EDBN      | Regio           | MV         | 1934      | 1057 (2021)     | 9399 (2021)    | 0 (2021)       | 2293×45                         | 09/27                      | B              | 100              |
| Niederrhein             | NRN       | EDLV      | Regio           | NW         | 2003      | 1970431 (2024)  | 24039 (2024)   | 0 (2024)       | 2440×45                         | 09/27                      | B              | 2.500            |
| Nürnberg                | NUE       | EDDN      | Inter           | BY         | 1955      | 4017054 (2024)  | 48627 (2024)   | 4720 (2024)    | 2700×45                         | 10/28                      | A              | 5.000            |
| Oberpfaffenhofen        | OBF       | EDMO      | Sonder          | BY         | 1936      | 5079 (2021)     | 10114 (2021)   | 0 (2021)       | 2286×45                         | 04/22                      | A              | n. v.            |
| Paderborn/ Lippstadt    | PAD       | EDLP      | Regio           | NW         | 1971      | 815976 (2024)   | 37002 (2024)   | 93 (2024)      | 2180×45                         | 06/24                      | A              | n. v.            |
| Rostock- Laage          | RLG       | ETNL      | Regio           | MV         | 1992      | 50282 (2024)    | 9166 (2024)    | 3 (2024)       | 2520×45                         | 10/28                      | B              | 1.000            |
| Saarbrücken             | SCN       | EDDR      | Inter           | SL         | 1967      | 339141 (2024)   | 6876 (2024)    | 8 (2024)       | 2000×45 0545×50                 | 09/27 09/27                | A G            | 700              |
| Siegerland              | SGE       | EDGS      | Regio           | NW         | 1967      | 404 (2021)      | 27750 (2021)   | 0 (2021)       | 1620×30 0600×30 0500×30         | 13/31 13/31 04/22          | A G            | n. v.            |
| Stuttgart               | STR       | EDDS      | Inter           | BW         | 1936      | 9141858 (2024)  | 94177 (2024)   | 36141 (2024)   | 3345×45                         | 07/25                      | B              | 14.000           |
| Sylt                    | GWT       | EDXW      | Regio           | SH         | 1918      | 121383 (2024)   | 10304 (2024)   | 0 (2024)       | 2120×45 1696×45                 | 14/32 06/24                | B B            | 300              |

## Liste von Großflughäfen und Umgebungslärm
Für Großflughäfen mit mehr als 50.000 Flugbewegungen im Jahr müssen die zuständigen Behörden nach der EU-Umgebungslärmrichtlinie (2002/49/EG) Lärmkarten erstellen und die Zahl der betroffenen Anwohner ermitteln, die einem bestimmten Lärmindex ausgesetzt sind. Grundlage der Berechnungen für den Umgebungslärm an Flugplätzen sind der Maximalwert des Schalldruckpegels am jeweiligen Immissionsort sowie die Anzahl der Flugbewegungen, die Flugzeugklasse je Fluglärmereignis bezüglich ihrer Schallemission und die Geräuschdauer. Dabei werden Tagflüge in der Zeit von 06:00 bis 18:00 Uhr, Abendflüge (18:00 bis 22:00 Uhr) und Nachtflüge (22:00 bis 06:00 Uhr) mit unterschiedlichen Faktoren bewertet. Unterschieden wird bei der Betroffenheitsanalyse der Tag-Abend-Nacht-Lärmindex {\displaystyle L_{\text{DEN}}} (24-Stunden-Mittelwert) und der Nachtlärmindex {\displaystyle L_{\text{NIGHT}}} (zwischen 22:00 und 06:00 Uhr).
Eine der stärksten Lärmbelastung in Deutschland herrschte 2016 am Flughafen Berlin-Tegel. Dies ergibt sich aus folgender Tabelle, wobei zu beachten ist, dass die Zahlen aus unterschiedlichen Jahren stammen. Ab einem Tag-Abend-Nacht-Lärmindex von 60 dB steht Tegel an erster Stelle. Dabei ist auffällig, dass der Flughafen Frankfurt zweieinhalbmal soviel Flugbewegungen hat wie Berlin-Tegel. Im Tag-Abend-Nacht-Lärmindex von 55 dB bis 60 dB steht Frankfurt an erster Stelle mit rund 169.540 Betroffenen. Im Umkreis des Flughafens München hingegen, der doppelt soviel Flugbewegungen hat wie Berlin-Tegel, sind wesentlich weniger Anwohner diesem Umgebungslärm ausgesetzt.
| Betroffene Anwohner bei Tag-Abend-Nacht-Lärmindex {\displaystyle L_{\text{DEN}}} in dB(A) | Betroffene Anwohner bei Tag-Abend-Nacht-Lärmindex {\displaystyle L_{\text{DEN}}} in dB(A) | Betroffene Anwohner bei Tag-Abend-Nacht-Lärmindex {\displaystyle L_{\text{DEN}}} in dB(A) | Betroffene Anwohner bei Tag-Abend-Nacht-Lärmindex {\displaystyle L_{\text{DEN}}} in dB(A) | Betroffene Anwohner bei Tag-Abend-Nacht-Lärmindex {\displaystyle L_{\text{DEN}}} in dB(A) | Betroffene Anwohner bei Nacht-Lärmindex {\displaystyle L_{\text{NIGHT}}} in dB(A) | Betroffene Anwohner bei Nacht-Lärmindex {\displaystyle L_{\text{NIGHT}}} in dB(A) | Betroffene Anwohner bei Nacht-Lärmindex {\displaystyle L_{\text{NIGHT}}} in dB(A) | Betroffene Anwohner bei Nacht-Lärmindex {\displaystyle L_{\text{NIGHT}}} in dB(A) |       |          |
| Name des Flughafens                                                                       | Flugbewegungen                                                                            | > 55 bis 60                                                                               | > 60 bis 65                                                                               | > 65 bis 70                                                                               | > 70                                                                              | Gesamt                                                                            | > 50 bis 55                                                                       | > 55 bis 60                                                                       | > 60  | Gesamt   |
| ----------------------------------------------------------------------------------------- | ----------------------------------------------------------------------------------------- | ----------------------------------------------------------------------------------------- | ----------------------------------------------------------------------------------------- | ----------------------------------------------------------------------------------------- | --------------------------------------------------------------------------------- | --------------------------------------------------------------------------------- | --------------------------------------------------------------------------------- | --------------------------------------------------------------------------------- | ----- | -------- |
| Berlin-Brandenburg (Prognose 2015)                                                        | ( 283774 )                                                                                | ( 30200 )                                                                                 | ( 8400 )                                                                                  | ( 300 )                                                                                   | ( 0 )                                                                             | ( 38900 )                                                                         | ( 6000 )                                                                          | ( 200 )                                                                           | ( 0 ) | ( 6200 ) |
| Berlin-Tegel                                                                              | 184457                                                                                    | 131200                                                                                    | 88800                                                                                     | 18800                                                                                     | 1700                                                                              | 240500                                                                            | 45200                                                                             | 870                                                                               | 200   | 54100    |
| Düsseldorf                                                                                | 210208                                                                                    | 22961                                                                                     | 14207                                                                                     | 2510                                                                                      | 782                                                                               | 40460                                                                             | 6015                                                                              | 2207                                                                              | 323   | 8545     |
| Frankfurt Main                                                                            | 468153                                                                                    | 169537                                                                                    | 27792                                                                                     | 43                                                                                        | 0                                                                                 | 197372                                                                            | 59433                                                                             | 292                                                                               | 0     | 59725    |
| Hamburg                                                                                   | 158390                                                                                    | 42400                                                                                     | 10800                                                                                     | 2600                                                                                      | 200                                                                               | 56000                                                                             | 3300                                                                              | 1200                                                                              | 0     | 4500     |
| Hannover                                                                                  | 75695                                                                                     | 13800                                                                                     | 4300                                                                                      | 200                                                                                       | 0                                                                                 | 18300                                                                             | 3900                                                                              | 1100                                                                              | 0     | 5000     |
| Köln/Bonn                                                                                 | 128616                                                                                    | 67420                                                                                     | 23007                                                                                     | 888                                                                                       | 0                                                                                 | 91315                                                                             | 35209                                                                             | 9772                                                                              | 343   | 45324    |
| Leipzig/Halle                                                                             | 65061                                                                                     | 9471                                                                                      | 2608                                                                                      | 26                                                                                        | 0                                                                                 | 12105                                                                             | 7358                                                                              | 2102                                                                              | 17    | 9477     |
| München                                                                                   | 379911                                                                                    | 9100                                                                                      | 2100                                                                                      | 100                                                                                       | 0                                                                                 | 11300                                                                             | 3300                                                                              | 100                                                                               | 0     | 3400     |
| Nürnberg                                                                                  | 60117                                                                                     | 8800                                                                                      | 1600                                                                                      | 100                                                                                       | 0                                                                                 | 10500                                                                             | 3500                                                                              | 200                                                                               | 0     | 3700     |
| Stuttgart                                                                                 | 130491                                                                                    | 36704                                                                                     | 7308                                                                                      | 182                                                                                       | 0                                                                                 | 44194                                                                             | 5644                                                                              | 141                                                                               | 0     | 5785     |

## Verkehrsreichste Flugstrecken
| Rang | Strecke                        | Passagiere 2024 | Passagiere 2024 |
| Rang | Strecke                        | Hin             | Zurück          |
| ---- | ------------------------------ | --------------- | --------------- |
| 1.   | München ⇔ Hamburg              | 638.298         | 643.082         |
| 2.   | Frankfurt ⇔ Berlin Brandenburg | 587.135         | 579.768         |
| 3.   | Frankfurt ⇔ Hamburg            | 546.037         | 537.445         |
| 4.   | Frankfurt ⇔ München            | 515.176         | 496.822         |
| 5.   | München ⇔ Berlin Brandenburg   | 453.981         | 464.428         |
| 6.   | München ⇔ Düsseldorf           | 456.198         | 456.086         |
| 7.   | München ⇔ Köln/Bonn            | 251.799         | 243.322         |
| 8.   | München ⇔ Hannover             | 188.443         | 183.919         |
| 9.   | München ⇔ Bremen               | 178.218         | 181.320         |
| 10.  | Berlin Brandenburg ⇔ Stuttgart | 169.350         | 168.439         |